# Jarocho

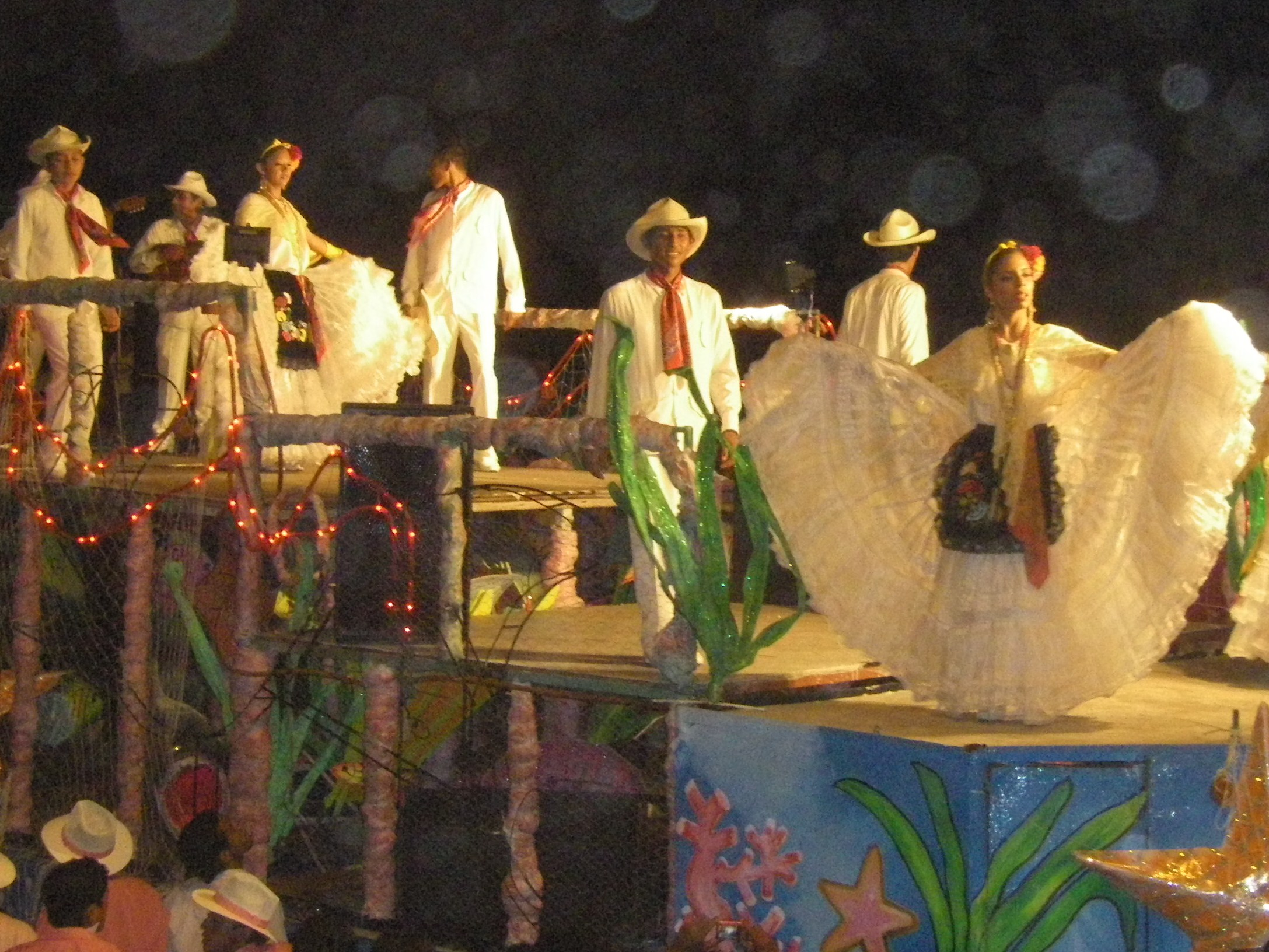
Traje de Jarocha, die traditionelle Tracht aus Veracruz

Jarocho ist eine mexikanische Bezeichnung für eine (männliche) Person aus der Stadt Veracruz, die sich im gleichnamigen Bundesstaat Veracruz befindet. Eine weibliche Person aus Veracruz wird jarocha bezeichnet, die Mehrzahl lautet jarochos bzw., wenn nur weibliche Personen bezeichnet werden, jarochas. Es werden aber nicht nur die in der Hafenstadt Veracruz geborenen bzw. dort lebenden Personen so bezeichnet, sondern im Allgemeinen alles, was im Zusammenhang mit der Stadt steht. Dagegen werden die Bewohner des Bundesstaates bzw. Dinge, die mit demselben in Verbindung stehen, als veracruzanos (plural, männlich) bezeichnet.

## Herkunft
Früher bezeichnete der Begriff jarochos die Küstenbewohner des Bundesstaates Veracruz im Allgemeinen und die Bewohner der Region Sotavento im Besonderen. In einigen Provinzen des Bundesstaates wurden früher auch schroffe Personen als jarochos bezeichnet. Im Laufe der Zeit wurde es eine gängige Bezeichnung für die Bewohner der Hafenstadt Veracruz, die unter anderem für ihre derbe Sprache bekannt sind. Die etymologische Herkunft bildet das lateinische Wort ferox, das im Spanischen feroz heißt und so viel wie heftig bzw. derb oder schroff bedeutet.

## Sonstiges
- Son Jarocho ist ein Musikstil, der seinen Ursprung in der Stadt Veracruz hat. Das international wohl bekannteste Lied dieses Genres ist La Bamba.